# Messerschmitt Bf 108
Мессершмітт Bf 108 «Тайфун» (нім. Messerschmitt Bf 108 Taifun) — німецький одномоторний поршневий багатоцільовий навчально-тренувальний та спортивний літак розробки компанії Messerschmitt. За часів Другої світової війни перебував на озброєнні як основний навчально-тренувальний літак підготовки пілотів винищувальної авіації Люфтваффе, літак-розвідник, літак зв'язку та використовувався для виконання завдань постачання, поштових перевезень тощо.

## Історія розробки та застосування
У 1933 році німецька авіабудівна фірма Bayerische Flugzeuwerke, яка заробила собі популярність на спортивних і туристичних літаках, вирішила випустити літак для участі в престижному авіасалоні Challenge International de Tourisme 1934, який планувалося провести у Варшаві, в Польщі. За основу був узятий тренувальний літак М.37, розроблений на замовлення Румунії. Новий проект отримав фірмове позначення Bf.108.
М.37 мав доволі новаторську конструкцію — суцільнометалевий моноплан з низькорозташованим крилом і шасі, що прибирається. На фірмі паралельно велося будівництво 6 одиниць, призначених для участі в «Челленджі» 1934 року. 13 червня 1934 року перший прототип Bf-108V1 здійснив свій перший підйом у повітря.
Перша партія літаків, названі Bf 108А, комплектувалися 8-циліндровими моторами повітряного охолодження «Гірт» НМ 8U (225 к.с.) — за винятком одного літака, який оснащувався 6-циліндровим двигуном «Аргус» As 17В (220 к.с.).
У змаганнях взяли участь 4 Bf 108А, які показали непогані результати. На початку 1935 року Рейхсміністерство авіації, з огляду на результати виступу на міжнародних змаганнях у Варшаві, замовило 32 «Тайфуни» для цивільної авіації, з перспективою їхнього застосування в Люфтваффе в ролі літаків зв'язку.
У липні 1935 року почалися поставки передсерійних Bf 108В-0, а в грудні — серійних. Випуск Bf 108 тривав до початку 1944, загалом було випущено 885 літаків цього типу.
У Люфтваффе літаки Bf 108B/D застосовувалися, головним чином, в ролі кур'єрських. Машини цього типу додавалися групам і ескадрам бойової авіації, авіаційним штабам різних рівнів. Для застосування в Північній Африці частина літаків була модифікована у версію Bf 108B-2/trop. Також Bf 108 служили у складі так званої «Німецької авіаслужби» (нім. Deutsche Luftdienst), де застосовувалися в різних допоміжних цілях.
Після війни літаки випускалися у Франції фірмою Nord, яка змінила назву Bf 108 на «Pingouin». У серійному виробництві перебувало три модифікації, що розрізняються тільки силовою установкою. Наприклад, на літаках Nord 1000 встановлювалися двигуни Argus As-10R, на Nord 1001 — Renault 6Q-11 (235 к.с), на Nord 1002 «Pingouin II» — Renault 6Q-10 (235 к.с). Сумарно Nord випустила 250 одиниць літаків.

## Країни-оператори

### Використовували літаки
Третє Болгарське царство
- Повітряні сили Болгарії

 Бразилія
- Varig

 Велика Британія
- Королівські повітряні сили Великої Британії

 Іспанія
- Повітряні сили Іспанії

 Королівство Італія
- Королівські повітряні сили Італії

 Республіка Китай (1912–1949)
- Військово-повітряні сили Китайської Республіки

 Маньчжурська держава
- Manchuria Aviation Company

 Третій Рейх
- Люфтваффе

 Норвегія
- Королівські повітряні сили Норвегії

 Польща
- Повітряні сили Польщі

 Румунське королівство
- Королівські повітряні сили Румунії

 СРСР
- Військово-повітряні сили СРСР

 США
- Повітряний корпус Армії США

 Угорське королівство
- Королівські повітряні сили Угорщини

 Франція
- Повітряні сили Франції

 Хорватія
- Повітряні сили Хорватії

 Чехословаччина
- Повітряні сили Чехословаччини

 Швейцарія
- Повітряні сили Швейцарії

 Югославія
- Королівські повітряні сили Югославії

 Японська імперія
- ВПС Імператорської армії Японії

## Літаки порівнянної ролі, конфігурації та епохи
- SABCA S.40
- Airspeed Oxford
- Miles Kestrel
- Miles Magister
- Nardi FN.305
- VEF I-12
- Koolhoven F.K.56
- IAR 27
- УТ-1
- УТ-2
- North American T-6 Texan
- Ryan PT-22 Recruit
- Vultee BT-13 Valiant
- Klemm Kl 36
- Caudron C.690
- Zlín Z-XII
- Sparmann S-1
- Tachikawa Ki-55